# 기노시타 다카아키
기노시타 다카아키(일본어: 木下 高彰, 1993년 6월 11일 ~ )는 일본의 축구 선수이다.

## 구단 경력
그는 2012년부터 2019년까지 J리그의 주빌로 이와타, 미토 홀리호크, 후쿠시마 유나이티드 FC, 후지에다 MYFC, 이와테 그루자 모리오카에서 활동하였다.